# Hart boven Hard
Hart boven Hard is een Belgisch burgerinitiatief dat zich aanvankelijk tegen de besparingsplannen van de federale regering-Michel I en Vlaamse regering-Bourgeois verzette.

## Geschiedenis
Het startschot werd gegeven op initiatief van kunstenaars en sociale organisaties tegen de besparingsplannen van de regering-Bourgeois. Op 22 september 2014 kwamen zo'n vierhonderd mensen uit diverse sociaal-culturele organisaties hun alternatieve septemberverklaring overhandigen aan minister-president Geert Bourgeois, hiermee wilden ze naar eigen zeggen een positief alternatief aanbieden als antwoord op de besparingspolitiek van de Vlaamse regering. Gelijktijdig met het moment dat minister-president Geert Bourgeois zijn septemberverklaring voorlas - nadat er eerder al drie startavonden georganiseerd werden in Brussel, Antwerpen en Gent - werden er geanimeerde gesprekken georganiseerd tussen academici, vertegenwoordigers van de sociale bewegingen en kunstenaars in Brugge, Oostende, Kortrijk, Sint-Niklaas, Turnhout, Mechelen, Leuven en Hasselt.
Het burgerinitiatief slaagde erin om de acht culturele centra te vullen. Op zaterdag 25 oktober organiseerde het burgerinitiatief Hartslag, waarbij in twaalf werkgroepen een alternatief toekomstplan werd vormgegeven en over verdere acties werd gebrainstormd. Sprekers waren onder ander Bea Cantillon, Naima Charkaoui en Eric Corijn. Meer dan 1250 organisaties en 14.000 individuen ondertekenden de alternatieve septemberverklaring.
Op 6 november sloot de burgerbeweging aan bij de algemene manifestatie tegen de regeringsmaatregelen, georganiseerd door de vakbonden ABVV, ACV en ACLVB. Meer dan 120.000 betogers verzamelden in Brussel aan het Noordstation. Verschillende actievoerders geraakten echter niet op de locatie wegens capaciteitsgebrek. Het einde van de betoging te Brussel-Zuid werd verstoord door onder andere extreemrechtse groeperingen zoals Nation die de confrontatie met de politie opzochten. Zo werd onder ander Eite Homan - jarenlang de leider van het Aktiefront Nationale Socialisten (ANS) en actief geweest bij de Blood and Honour-afsplitsing Racial Volunteer Force (RVF) - en Karl-Jan Walle - oprichter van de Folksfahne 18 en actief bij Nationale Socialistische Aktie (NSA) - herkend. De beelden van deze rellen gingen de wereld rond en haalde in o.a. Groot-Brittannië, Rusland, de Verenigde Staten en de Arabische wereld het nieuws.
Ook aan de provinciale actiedagen van 24 november (Antwerpen, Limburg), 1 december (Oost-en West-Vlaanderen) en 8 december (Vlaams-Brabant en Brussel) nam Hart Boven Hard deel. Zo verzamelde in alle vroegte aan het Zuiderpershuis in Antwerpen een bont gezelschap van syndicalisten, studenten en mensen uit de sociale en culturele sector namens Hart Boven Hard voor een fietstocht langs de verschillende piketten om de stakers een hart onder de riem te steken. Onder de aanwezigen stand-upcomedian Nigel Williams, professor Jan Blommaert, rapster Slongs Dievanongs, muzikant Abdelkader Zahnoun, rapper Scale van de Sint Andries MC’s, schrijver en voormalig stadsdichter van Antwerpen Joke Van Leeuwen en modeontwerpster Rachida Aziz. Later op de dag werd er eveneens door Hart Boven Hard een fietseling georganiseerd waaraan initieel 600 fietsers deelnamen, een aantal dat geleidelijk vermeerderde tot 800. Na de middag werd er in De Roma verzamelen geblazen met speeches van o.a. Marc Leemans en Rudy De Leeuw en optredens van Scale en Slongs Dievanongs. In Mechelen blies Hart Boven Hard en de vakbonden verzamelen in 't Arsenaal.
In december 2014 werd een Franstalige tegenhanger opgericht: Tout Autre Chose. Diezelfde maand trok de burgerbeweging in een bonte sinterklaasstoet van ongeveer 400 actievoerders door de straten van Antwerpen en hield halt bij het Luxemburgs consulaat, Omega Diamonds en Kantoor Iven De Hoon. Alle drie staan ze volgens de burgerbeweging symbool voor het grote geld dat ongemoeid gelaten wordt. Toen in januari 2015 Vlaamse aanhangers van PEGIDA opriepen tot een Eerste Volksbijeenkomst voor Vrijheid, tegen islamisering in Antwerpen, counterde Hart Boven Hard dit meteen met een oproep tot een wake voor een solidaire samenleving in Antwerpen. Op de nationale staking van 15 december sprak kunstenaar Jan Vromman op het Hart Boven Hard-evenement in Brussel. Voorts waren er acties in Brugge, Deinze, Gent, Hasselt, Kortrijk, Leuven, Lokeren, Oostende en Sint-Niklaas waarbij er veelal in fietsstoet werd verzameld. In Antwerpen werd er na ochtendlijke bezoeken aan de stakersposten en een fietseling opnieuw verzamelen geblazen in De Roma.
Op zondag 29 maart organiseerde Hart boven Hard/Tout Outre Chose de zogenoemde Grote Parade in Brussel. Ondanks wind en regen verzamelden zo'n 20.000 manifestanten en 150 verenigingen in Brussel. De parade was georganiseerd rond 10 'hartenwensen', met name 'samen rijk', 'eerlijke belastingen', 'sterk jong en oud', 'stop armoede', 'werkbaar werk', 'leefbare buurt', 'diversiteit is realiteit', 'eco is logisch', 'wees wereldwijs' en 'doe de democratie'. Op het Albertinaplein volgde na de stoet nog optredens van Helmut Lotti, Patrick Riguelle en DAAN.
Zowel in Antwerpen als in Mechelen verzamelt Hart Boven Hard bij muzikale avonden onder de naam Soundtrack van het verzet. In Antwerpen gaan de avonden door in café Rood-Wit en worden ze georganiseerd door Jan Blommaert.  Reeds verschillende bekende artiesten vulde de podia. Zo passeerden in Antwerpen onder andere Sput (van Wahwahsda), Johnny Den Artiest, Jan De Smet, Jokke Schreurs, Nikkie Van Lierop, Jeroen Olyslaegers en Bootsie Butsenzeller de revue. In Mechelen wordt café Pilchard tweewekelijks gepimpt tot 'PilcHART Boven HARD'.
Tijdens Theater Aan Zee voerden Hart Boven Hard en een aantal kunstenaars actie onder de slogan HOOGTIJd. 250 personen gingen tot aan de lippen in het water staan. Hiermee protesteerden ze tegen de beslissing van Vlaams minister van Cultuur Sven Gatz betreffende de cultuursubsidies. Aan het protest was tevens een open brief gekoppeld die onder andere getekend werd door bekende namen als Luc Tuymans, Berlinde De Bruyckere, Hannelore Knuts en Hilde Van Mieghem.
De burgerbeweging Hart boven Hard won de Prijs voor de Democratie 2015, "een nieuwe sociale beweging die erin geslaagd is om een brede coalitie aan maatschappelijke actoren te verenigen in een platform tegen de besparingen."
HBH kreeg de prijs toegekend om volgens de jury verschillende redenen: Participatie, verbreding van het middenveld, democratisering van de samenleving en een andere wereldvisie
Charles Ducal de Dichter des Vaderlands schreef naar aanleiding daarvan het gedicht "Hart boven Hard".
Daarnaast is er het initiatief Onder Boven Nemen, geïnspireerd op de burgerbeweging en opgericht door ondernemers en zelfstandigen.
Op 7 maart 2016 verscheen er een speciale Hart boven Hard-editie van Metro.

## Kritiek
Door een aantal personen - waaronder Geert Bourgeois en Jean-Pierre Rondas - werd ook kritiek geleverd op het initiatief. De belangrijkste kritiek is dat het zou opgezet en gefinancierd zijn door vakbonden en verzuilde organisaties.